# Твеняшево
Твеня́шево (рос. Твеняшево, чув. Тĕвенеш) — присілок у складі Комсомольського району Чувашії, Росія. Входить до складу Польовосундирського сільського поселення.
Населення — 126 осіб (2010; 140 у 2002).
Національний склад:
- чуваші — 99 %